# Турция на летних Олимпийских играх 2000
Турция принимала участие в Летних Олимпийских играх 2000 года в Сиднее (Австралия) в восемнадцатый раз за свою историю, и завоевала три золотые и две бронзовые медали. Сборную страны представляли 57 участников, из которых 15 женщин.

## Медалисты
| Медаль | Спортсмен           | Вид спорта           | Дисциплина        |
| ------ | ------------------- | -------------------- | ----------------- |
| Золото | Халиль Мутлу        | Тяжёлая атлетика     | Мужчины, до 56 кг |
| Золото | Хамза Ерликая       | Греко-римская борьба | Мужчины, до 85 кг |
| Золото | Хюсеин Озкан        | Дзюдо                | Мужчины, до 66 кг |
| Бронза | Адем Берекет        | Вольная борьба       | Мужчины, до 76 кг |
| Бронза | Хамиде Быкчын Тосун | Тхэквондо            | Женщины, до 57 кг |

## Состав Олимпийской сборной Турции

### Дзюдо
Спортсменов — 3
Соревнования по дзюдо проводились по системе на выбывание. В утешительные раунды попадали спортсмены, проигравшие полуфиналистам турнира. Два спортсмена, одержавших победу в утешительном раунде, в поединке за бронзу сражались с проигравшими в полуфинале.
Мужчины
| Категория    | Спортсмены      | 1/32 финала        | 1/16 финала                               | 1/8 финала                           | Четвертьфинал                            | Полуфинал                             | Финал                               | Место |
| Категория    | Спортсмены      | Соперник Результат | Соперник Результат                        | Соперник Результат                   | Соперник Результат                       | Соперник Результат                    | Соперник Результат                  | Место |
| ------------ | --------------- | ------------------ | ----------------------------------------- | ------------------------------------ | ---------------------------------------- | ------------------------------------- | ----------------------------------- | ----- |
| до 66 кг     | Хюсеин Озкан    | Не участвовал      | Араш Миресмаили (IRI) В 0110 — 0001       | Георгий Георгиев (BUL) В 0021 — 0011 | Чжан Гуанцзюнь (CHN) В 1000 — 0000       | Патрик ван Калкен (NED) В 0120 — 0010 | Ларби Бенбудауд (FRA) В 1000 — 0002 | 1     |
| свыше 100 кг | Селим Татароглу | Не участвовал      | Александр Давиташвили (GEO) В 0011 — 0001 | Давид Дуйе (FRA) П 0001 — 1010       | За 3-е место                             | За 3-е место                          | За 3-е место                        | 5     |
| свыше 100 кг | Селим Татароглу | Не участвовал      | Александр Давиташвили (GEO) В 0011 — 0001 | Давид Дуйе (FRA) П 0001 — 1010       | Харри ван Барневельд (BEL) В 1010 — 0010 | Эрнесто Перес (ESP) В 1020 — 0000     | Тамерлан Тменов (RUS) П 0001 — 1010 | 5     |

Женщины
| Спортсмен   | Категория | 1/16               | 1/8                                       | Четвертьфиналы     | Полуфиналы         | Первый доп. раунд  | Утешительный четвертьфинал | Утешительный полуфинал | За 3 место Финал   | Место |
| Спортсмен   | Категория | Соперник Результат | Соперник Результат                        | Соперник Результат | Соперник Результат | Соперник Результат | Соперник Результат         | Соперник Результат     | Соперник Результат | Место |
| ----------- | --------- | ------------------ | ----------------------------------------- | ------------------ | ------------------ | ------------------ | -------------------------- | ---------------------- | ------------------ | ----- |
| Несе Шеншой | до 48 кг  |                    | Людмила Лусникова (UKR) пор. 0001 — 0001+ | Не прошла          | Не прошла          | Не прошла          | Не прошла                  | Не прошла              | Не прошла          | 14    |

### Плавание
Спортсменов — 6
В следующий раунд на каждой дистанции проходили лучшие спортсмены по времени, независимо от места занятого в своём заплыве.
Мужчины
| Спортсмен       | Соревнование        | Предварительные заплывы | Предварительные заплывы | Полуфиналы | Полуфиналы | Финал     | Финал     |
| Спортсмен       | Соревнование        | Результат               | Место                   | Результат  | Место      | Результат | Место     |
| --------------- | ------------------- | ----------------------- | ----------------------- | ---------- | ---------- | --------- | --------- |
| Айтекин Миндан  | 200 м вольный стиль | 1:54,86                 | 42                      | Не прошёл  | Не прошёл  | Не прошёл | Не прошёл |
| Айтекин Миндан  | 400 м вольный стиль | 4:01,46                 | 39                      |            |            | Не прошёл | Не прошёл |
| Дерья Бююкунджу | 100 м на спине      | 56,21                   | 17                      | Не прошёл  | Не прошёл  | Не прошёл | Не прошёл |
| Хакан Кипер     | 100 м брасс         | 1:07,46                 | 60                      | Не прошёл  | Не прошёл  | Не прошёл | Не прошёл |

Женщины
| Спортсменка  | Соревнование      | Предварительные заплывы | Предварительные заплывы | Полуфиналы | Полуфиналы | Финал     | Финал     |
| Спортсменка  | Соревнование      | Результат               | Место                   | Результат  | Место      | Результат | Место     |
| ------------ | ----------------- | ----------------------- | ----------------------- | ---------- | ---------- | --------- | --------- |
| Айсе Дикер   | 100 м баттерфляем | 1:04,65                 | 43                      | Не прошла  | Не прошла  | Не прошла | Не прошла |
| Шадан Эрке   | 100 м на спине    | 1:07,26                 | 42                      | Не прошла  | Не прошла  | Не прошла | Не прошла |
| Илкай Дикмен | 100 м брасс       | 1:11,51                 | 23                      | Не прошла  | Не прошла  | Не прошла | Не прошла |

### Стрельба
Спортсменов — 1
После квалификации лучшие спортсмены по очкам проходили в финал, где продолжали с очками, набранными в квалификации. В некоторых дисциплинах квалификация не проводилась. Там спортсмены выявляли сильнейшего в один раунд.
Мужчины
| Спортсмен     | Соревнование | Квалификация | Место | Финал     | Место     | Всего | Место |
| ------------- | ------------ | ------------ | ----- | --------- | --------- | ----- | ----- |
| Огузхан Тюзюн | Трап         | 107          | 30    | Не прошёл | Не прошёл | 107   | 30    |

### Тяжёлая атлетика
Спортсменов — 2
В рамках соревнований по тяжёлой атлетике проводятся два упражнения - рывок и толчок. В каждом из упражнений спортсмену даётся 3 попытки, в которых он может заказать любой вес, кратный 2,5 кг. Победитель определяется по сумме двух упражнений.
Мужчины
| Спортсмен         | Категория | Вес   | Рывок | Рывок | Рывок | Толчок | Толчок | Толчок | Всего      | Место |
| Спортсмен         | Категория | Вес   | 1     | 2     | 3     | 1      | 2      | 3      | Всего      | Место |
| ----------------- | --------- | ----- | ----- | ----- | ----- | ------ | ------ | ------ | ---------- | ----- |
| Халиль Мутлу      | до 56 кг  | 55,62 | 130,0 | 135,0 | 137,5 | 160,0  | 167,5  | 170,0  | 305,0 (WR) |       |
| Наим Сулейманоглу | до 62 кг  | 61,90 | 145,0 | 145,0 | 145,0 | —      | —      | —      | DNF        | —     |